# На рубу памети (ТВ серија)
На рубу памети је босанскохерцеговачка хумористичка телевизијска серија, снимана у режији Елмира Јукића и сценаристе Аднана Капетановића. 
Од 11. децембра 2022 се премијерно емитује на каналима MY TV BH telecom и Федералној телевизији. 

## Радња
Живот Махе Дилбера, професионалног новинара и дугогодишњег самца који је управо отишао у превремену пензију и испланирао живот у свом трећем добу се преко ноћи мења када му се на вратима тек реновираног стана појаве две кћерке из два различита, пропала брака.
Две кћерке које толико дуго није видео да је скоро заборавио и да постоје.
Потпуно затеченог Маху дочека још једна болна чињеница - сазнаје да је уз две одрасле ћерке постао и деда...
Навикнут на самачки живот и бригу за себе и једино себе, Махо се тешко носи са новим чињеницама - да мора све на шта је навикао мењати, прилагођавати и кроз тај процес и сам бити промењен, постати другачији и бољи човек.
По природи радохолик, Махо покушава спас из породичног живота и непрестаних трзавица у своме дому наћи у покретању влога Махонизам који временом заиста почиње да га испуњава, као и одласком у кафану На мала врата коју држи његов полубрат по мајци, стари мостарски мангуп Фикрет Пашић Пипа, спортски менаџер у покушају.
Свакодневне авантуре, згоде и незгоде полубраће, потпуно различитих карактера и животних ставова заокружује Махин најбољи пријатељ из школских клупа Тони Бонуси, локални брица италијанског порекла.
Његов мирни и једноставни породични живот са супругом Миром која улази у несигурне политичке воде и сином јединцем Марком нарушен је пет година раније доласком његове пунице Анђе Поскок из западне Херцеговине.
Долазак и не би био толики проблем, колики је проблем њен неодлазак.
Сукоби четири генерације, њихова интересовања, ставови и погледи на свет доводе до низа комичних ситуација и све њих заједно на руб памети...

## Главне улоге
| Глумац            | Улога             |
| ----------------- | ----------------- |
| Адмир Гламочак    | Махо Дилбер       |
| Александар Сексан | Тони Бонуси       |
| Драган Маринковић | Фикрет Пашић Пипа |
| Џана Пињо Харачић | Мира Бонуси       |
| Алиса Чајић       | Кристина Дилбер   |
| Ивана Војиновић   | Вилма Дилбер      |
| Исо Сексан        | Дино              |
| Татјана Шојић     | Анђа Поскок       |
| Душан Арнаут      | Марко Бонуси      |

## Епизодне улоге
| Глумац                | Улога               |
| --------------------- | ------------------- |
| Емир Хаџихафизбеговић | Јово Хајдуковић     |
| Нермин Омић           | поштар Сабрија      |
| Милена Васић          | Емина Бекан         |
| Александар Стојковић  | Рамиз Бекан         |
| Жељко Еркић           | Тимур Бабић         |
| Ведран Ђекић          | Сафудин Коњина      |
| Маријана Микулић      | Иванка              |
| Маја Салкић           | Ивона Чутура        |
| Славен Кнезовић       | Мате Главан         |
| Нела Михаиловић       | Данијела            |
| Алдин Туцић           | Шана                |
| Емир Сејфић           | Вејсил Газивода     |
| Енес Козличић         | Велид Беговић       |
| Марија Вицковић       | Ана                 |
| Ирфан Рибић           | Азиз                |
| Мирза Дервишић        | Салах               |
| Алдин Омеровић        | полицајац           |
| Ален Коњичија         | Небојша Бубало      |
| Снежана Видовић       | Јелена              |
| Едхем Хусић           | доктор              |
| Синиша Удовичић       | Гаврило             |
| Лазар Драгојевић      | Хамо                |
| Дени Мешић            | Зеко                |
| Едис Жилић            | предсједник         |
| Мехо Челик            | старац              |
| Клара Муци            | Нина                |
| Саша Оручевић         | Халид               |
| Дамир Кустура         | Хамдо Хреља         |
| Нерман Махмутовић     | полицајац           |
| Дамир Никшић          | психијатар          |
| Милорад Капор         | Дуле                |
| Ведрана Божиновћ      | Бисера Птичар       |
| Един Дрљевић          | санитарни инспектор |
| Семир Кривић          | Ћамил Мек Бурек     |
| Сеад Пандур           | адвокат             |
| Дина Мушановић        | новинарка           |
| Матеа Маврак          | новинарка           |
| Мирза Мусија          | редар               |
| Саша Ханџић           | Јосип Штака         |
| Аја Штукан            | Сара                |
| Миодраг Трифунов      | Велид Беговић Доки  |
| Амила Канлић          | секретарица         |
| Кристина Љевак        | водитељ             |
| Огњен Благојевић      | спикер              |
| Џералдина Нумић       | спикерка            |

## Преглед
| Сезона | Сезона | Епизоде | Епизоде | Оригинално емитовање | Оригинално емитовање |
| Сезона | Сезона | Епизоде | Епизоде | Премијера            | Финале               |
| ------ | ------ | ------- | ------- | -------------------- | -------------------- |
|        | 1.     | 12      | 12      | 17. децембар 2022.   | 22. јануар 2023.     |
|        | 2.     | 12      | 12      | 11. март 2023.       | 22. април 2023.      |
|        | 3.     | 24      | 24      | 17. новембар 2024.   | 2025.                |